# Нікель-62
Нікель-62 — ізотоп нікелю, що містить 28 протонів і 34 нейтрони.
Це стабільний ізотоп із найвищою енергією зв'язку на нуклон з усіх відомих нуклідів (8,7945 МеВ). Часто стверджується, що 56Fe є «найстабільнішим ядром», але лише тому, що 56Fe має найменшу масу на нуклон (не енергію зв'язку на нуклон) з усіх нуклідів. Менша маса на нуклон 56Fe можлива, оскільки 56Fe має 26/56 ≈ 46,43 % протонів, тоді як 62Ni має лише 28/62 ≈ 45,16 % протонів. Протони менш масивні, ніж нейтрони, тому більша частка протонів у 56Fe знижує його середню масу на нуклон.

## Властивості
Висока енергія зв'язку ізотопів нікелю загалом робить нікель кінцевим продуктом багатьох ядерних реакцій у Всесвіті (включно з реакціями захоплення нейтронів) та пояснює високий відносний вміст нікелю, хоча більша частина нікелю в космосі припадає на нікель-58 (найпоширеніший ізотоп) і нікель-60 (другий за поширеністю), а інші стабільні ізотопи (нікель-61, нікель-62 і нікель-64) є досить рідкісними. Більша частина нікелю утворюється в наднових у r-процесі захоплення нейтронів з нікелю-56 відразу після колапсу ядра, причому той нікель-56, який виживає у вибуху наднової, швидко розпадається на кобальт-56, а потім на стабільне залізо-56.

### Відношення до заліза-56
Другим і третім найбільш міцно зв'язаними ядрами є ядра 58Fe і 56Fe з енергією зв'язку на нуклон 8,7922 МеВ і 8,7903 МеВ відповідно.
З іншого боку, ізотоп 56Fe має найменшу масу на нуклон з усіх нуклідів, 930,412 МеВ/c2, за ним ідуть 62Ni з 930,417 МеВ/c2 і 60Ni з 930,420 МеВ/c2. Як зазначалося, це не суперечить енергії зв'язку, оскільки 62Ni має більшу частку нейтронів, які є масивнішими за протони.
Якщо розглядати лише ядра безпосередньо, не враховуючи електронну оболонку, то 56Fe знову демонструє найменшу масу на нуклон (930,175 МеВ/c2), потім йдуть 60Ni (930,181 МеВ/c2) і 62Ni (930,187 МеВ/c2).
Помилкове уявлення про вищу енергію ядерного зв'язку 56Fe, ймовірно, походить від астрофізики. Під час зоряного нуклеосинтезу конкуренція між фотодезінтеграцією та альфа-захопленням призводить до утворення більшої кількості 56Ni, ніж 62Ni (56Fe утворюється пізніше в оболонці зорі, що вибухає, в результаті розпаду 56Ni). 56Ni є природним кінцевим продуктом ядерного горіння кремнію в кінці життя наднової зорі та є продуктом 14 альфа-захоплень у альфа-процесі, який створює з вуглецю більш масивні елементи з кроком у 4 нуклони. Цей альфа-процес у наднових на цьому й закінчується через вищу енергію цинку-60, який таким чином не може утворитись на наступному етапі після захоплення ще однієї альфа-частинки.
Тим не менш, 28 атомів нікелю-62, зливаючись з 31 атомом заліза-56, виділяють енергетичний еквівалент маси 0.011 а.о.м. Отже, у далекому майбутньому всесвіту, що розширюється без розпаду протонів, будуть утворюватись залізні зорі, а не «нікелеві зорі».